# Sam-Browne-Gürtel

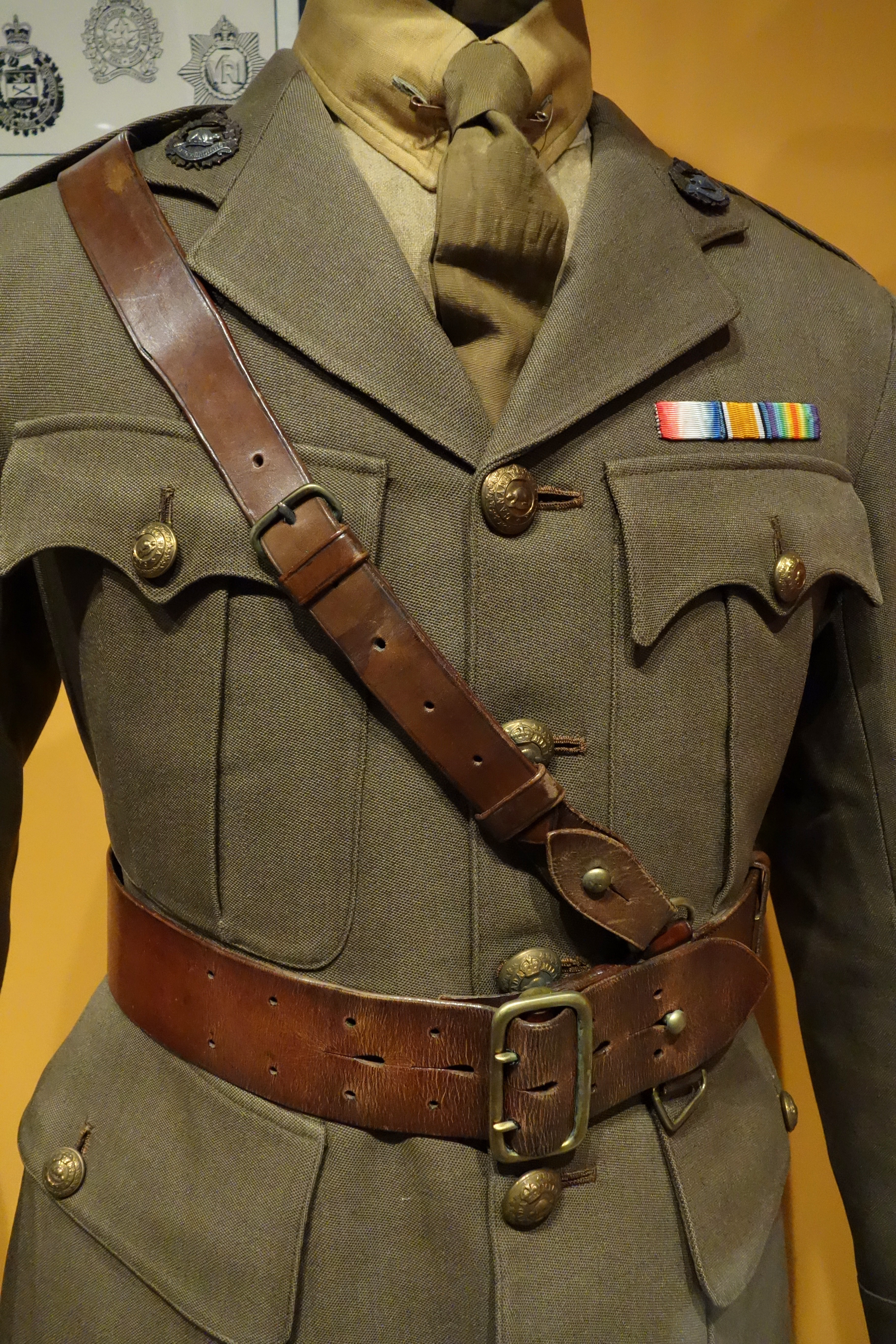
Sam-Browne-Gürtel aus dem Ersten Weltkrieg

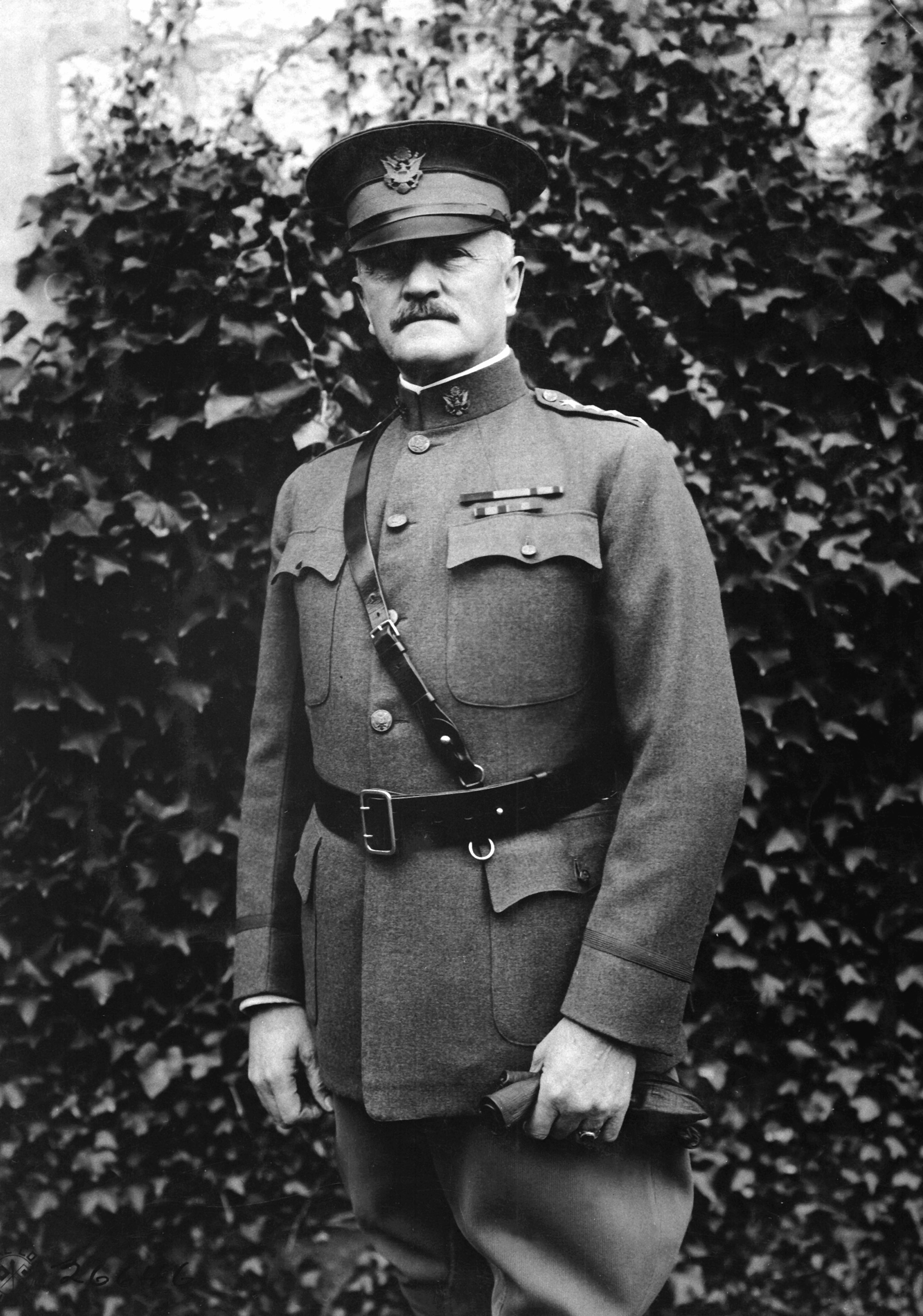
US-General John Pershing, 1918

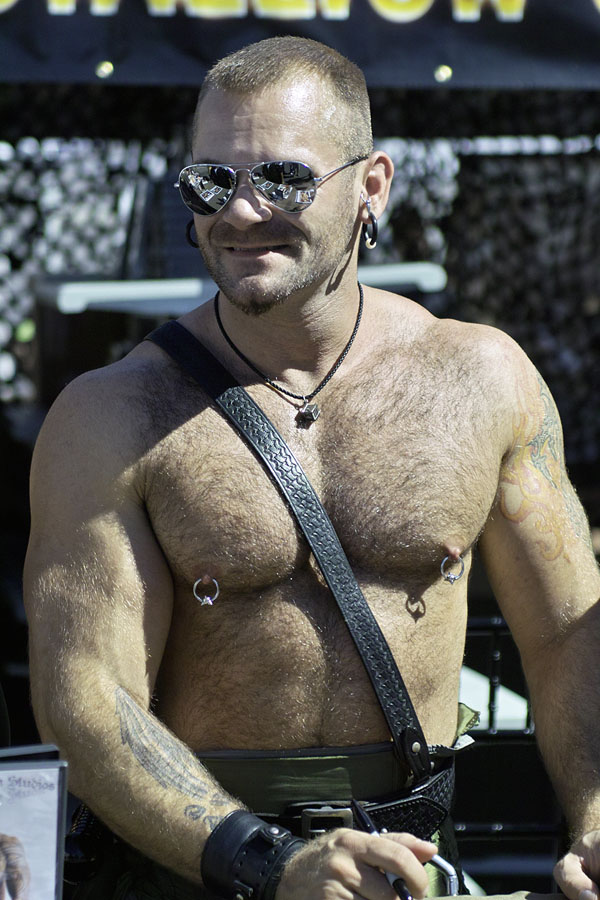
Pornodarsteller Tober Brandt, 2007

Der Sam-Browne-Gürtel ist ein breiter Gürtel, in der Regel aus Leder, der von einem Riemen gehalten wird, der diagonal über die rechte Schulter führt.
Dieser Gürtel wurde vom britischen General Samuel James Browne erfunden, nachdem er im Range eines Lieutenant Colonel 1858 in Indien im Einsatz seinen linken Arm durch einen Säbelhieb verloren hatte. Nach seiner Genesung hatte er Schwierigkeiten, seinen Säbel mit nur einem Arm aus der Scheide zu ziehen, die beim Ziehen des Säbels mit der linken Hand festgehalten und stabilisiert wurde. Er entwickelte daraufhin einen Gürtel, den ein Schulterriemen hielt. Der ursprüngliche Gürtel hatte zwei gekreuzte Schulterriemen, um neben dem Säbel auch eine Pistolentasche befestigen zu können. Die Britische Armee führte den Sam-Browne-Gürtel im Zweiten Burenkrieg (1899–1902) ein. Danach übernahmen ihn viele Militär- und Polizeieinheiten des Britischen Weltreichs sowie andere Staaten, z. B. die Vereinigten Staaten und Frankreich oder Deutschland.
Der Gürtel war bei den amerikanischen Offizieren der in Europa im Ersten Weltkrieg kämpfenden American Expeditionary Forces beliebt, wo er zunächst inoffiziell getragen wurde. Die United States Army führte ihn 1921 offiziell ein. Die Nationalsozialisten kopierten einige Symbole des Britischen Weltreichs und führten unter anderem den Sam-Browne-Gürtel ein. Sowohl Adolf Hitler als auch Benito Mussolini favorisierten ihn bei offiziellen Anlässen.
In der deutschen Wehrmacht, in der zum Koppel von den Offizieren ein Schulterriemen getragen wurde, entfiel dieser bereits beim Überfall auf Polen im Jahre 1939, nachdem ganz allgemein das Koppeltragegestell eingeführt worden war. Für die Offiziere des Feldheeres bis zum Regimentskommandeur galt hierzu mit sofortiger Wirkung eine Verfügung vom 20. September 1939. Das für die Schützenkompanien der Infanterieregimenter eingeführte Tragegestell mit der Möglichkeit zum Befestigen eines Rückengepäcks, erhielten auch die unberittenen Leutnante und Oberleutnante während an die übrigen Offiziere bis zum Regimentskommandeur das Koppeltragegestell mit dem schmäleren Riemen ausgegeben wurde. Dieses Tragegestell war zunächst für die Kavallerie eingeführt worden. Mit einer Verfügung vom 29. November 1939 entfiel nach wenigen Tagen auch der Schulterriemen für alle Offiziere und Wehrmachtbeamte im Offiziersrang des Feld- und Ersatzheeres. Der Offizier Heinz Karst (1914–2002) berichtete von dieser Umstellung, nach der ein Befehl Offiziere ab sofort auch Reithosen und gelbes Koppelzeug verbot, um im Feld nicht sofort zum bevorzugten Ziel feindlicher Scharfschützen zu werden. Die United States Army entfernte ihn 1941. Ende des 20. Jahrhunderts ging der Gebrauch allgemein zurück. Jedoch ist der Sam-Browne-Gürtel ein Bestandteil vieler Paradeuniformen geblieben.
Neben anderen militärischen Uniformteilen hat er sich ab den 1970er Jahren in der Lederszene, einem Teil der BDSM-Szene, als Stilelement etabliert.